# Orechová Potôň
Orechová Potôň (in ungherese Diósförgepatony, in tedesco Nusswinkel) è un comune della Slovacchia facente parte del distretto di Dunajská Streda, nella regione di Trnava.
Nei dintorni del paese (circa 4 km a nord) è situato lo Slovakiaring, il principale autodromo slovacco.